# Austropolyphaga queenslandensis
Austropolyphaga queenslandensis är en kackerlacksart som beskrevs av M. Josephine Mackerras 1968. Austropolyphaga queenslandensis ingår i släktet Austropolyphaga och familjen Polyphagidae. Inga underarter finns listade.